# Thomas Sumter
Thomas Sumter (14 de agosto de 1734 - 1 de junio de 1832) fue un general del ejército de los Estados Unidos y senador de los Estados Unidos por Carolina del Sur.

## Biografía
Thomas Sumter nació en el condado de Hanover, Virginia, en 1734. Se sabe poco del linaje de los Sumter; Su padre, William Sumter, era un inmigrante galés que operaba un molino. Después de recibir una rudimentaria educación, Sumter se alistó en la milicia de Virginia.
Sirvió en la desastrosa Expedición Braddock de 1755, durante la batalla de Monongahela, durante la guerra de los Siete Años.
Tras la guerra anglo-cherokee, Sumter fue invitado a participar en la Expedición Timberlake en 1761, organizada por el coronel Adam Stephen para visitar a los cheroquis, en el actual Tennessee, para comprobar que la guerra con ellos había terminado en el interior de Virginia. Stephen dio el mando de la expedición a Henry Timberlake, quien se ofreció como voluntario para esta misión. Timberlake estuvo acompañado por Sumter (por aquel entonces sargento) y un intérprete llamado John McCormack. El grupo había comprado una canoa y el plan era seguir el río Holston hasta su confluencia, seguir el río Little Tennessee y llegar a Overhill. En un momento inicial del casi año y medio de viaje, una entrada en el diario de Timberlake describe como Sumter se lanzó al agua y nadó casi media milla en las heladas aguas para recuperar su canoa, que se había alejado mientras estaban explorando una cueva.
La expedición comenzó el 28 de noviembre de 1791 y el 20 de diciembre fueron recibidos por el jefe del pueblo de Overhill, el cacique Ostenaco. Después de pasar varios días en la ciudad, el jefe Ostenaco pronunció un discurso y enterró solemnemente el hacha, que simboliza el estado de paz entre los ingleses y los cheroquis. Timberlake fumó varias pipas de la paz con los jefes reunidos de otros poblados cercanos como los Chota, los Citico y los Chilhowee.
A finales de enero, comenzaron a circular rumores de que los cheroquis habían reanudado las hostilidades con tribus rivales del norte. Aunque los rumores resultaron basarse en un malentendido, Timberlake se preocupó y le pidió a Ostenaco que lo guiara a Virginia. Timberlake había decidido hacer el viaje de regreso por tierra, habiendo comprado caballos a los cheroquis. Ostenaco, acompañado por varios de sus guerreros, guio al grupo de Timberlake hacia el norte, hasta la base occidental de los Montes Apalaches. El 11 de marzo, el grupo llegó al pueblo abandonado de Elajoy, a lo largo del Little River en lo que ahora es Maryville, y cruzó el río al día siguiente. Una semana después llegaron a Fort Robinson, cuya guarnición había abandonado el puesto, pero había dejado una gran cantidad de harina. La expedición terminó el 22 de marzo y el resto del grupo llegó a Williamsburg a principios de abril.
En Williamsburg, Ostenaco manifestó su deseo de encontrarse con el rey de Inglaterra. En mayo de 1762, Timberlake, Sumter y tres destacados líderes cheroquis, incluido Ostenaco, partieron hacia Londres. La llegada de nativos americanos atrajo multitudes procedentes de todas partes de la ciudad. El poeta Oliver Goldsmith esperó tres horas para responder a los cherokees y le entregó personalmente a Ostenaco un regalo. Dejaron que el pintor Sir Joshua Reynolds les hiciera retratos y conocieron personalmente al rey Jorge III. Los cheroquis regresaron a América del Norte con el sargento Sumter el 25 de agosto de 1762.
A su regreso a las colonias, debido a dificultades financieras, solicitó a la colonia el reembolso de sus gastos de viaje, pero este fue rechazado. Más tarde fue encarcelado por deudas en Virginia. Cuando su amigo y compañero soldado Joseph Martin llegó a Staunton, Martin pidió pasar la noche con Sumter en la cárcel. Martin le dio a Sumter diez guineas y un hacha de guerra. Sumter usó el dinero para comprar su salida de prisión en 1766. Cuando Martin y Sumter se reunieron unos treinta años después, Sumter le devolvió el dinero.
Sumter luego se instaló cerca de Stateburg, en el distrito High Hills de Santee (más tarde rebautizado como condado de Sumter). Allí se casó con la viuda Mary Jameson en 1767 y juntos abrieron varios pequeños negocios y se convirtieron en propietarios de plantaciones. Debido a su riqueza y respeto en la comunidad, logró formar una milicia local.
En febrero de 1776, Sumter fue elegido teniente coronel del regimiento del Segundo Regimiento de Carolina del Sur, del que más tarde fue nombrado coronel. Luego fue nombrado general de brigada de la milicia de Carolina del Sur, cargo que ocupó hasta el final de la guerra de independencia. Participó en varias batallas en los primeros meses de la guerra, incluida la campaña para evitar una invasión de Georgia. Quizás su mayor logro militar fue desarrollar su táctica de guerra de guerrillas que motivó la decisión de Lord Charles Cornwallis de dejar Carolina para ir a Virginia. Cornwallis fue derrotado en Yorktown en octubre de 1781.
Sumter se ganó el apodo de The Gamecock Carolina durante la Revolución Americana por sus feroces tácticas de lucha, independientemente de su tamaño. Un general británico comentó que Sumter «luchó como un gallo de pelea».
Después de la Revolución, Sumter fue elegido miembro de la Cámara de Representantes de Estados Unidos, del 4 de marzo de 1789 al 4 de marzo de 1793 y nuevamente del 4 de marzo de 1797 al 15 de diciembre de 1801. Luego fue elegido senador para ocupar el cargo vacante que quedó tras la dimisión del senador Charles Pinckney. Sumter sirvió en el Senado hasta su jubilación el 16 de diciembre de 1810.
Sumter murió el 1 de junio de 1832 en South Mount, su plantación cerca de Stateburg, a la edad de 97 años. Fue el último superviviente vivo de la guerra de independencia. Varios condados de Estados Unidos en Florida, Georgia y Alabama llevan actualmente su nombre, así como la ciudad de Sumter en Carolina del Sur, sede del condado homónimo. El Fuerte Sumter, ubicado a la entrada de la bahía de Charleston y conocido por la batalla desarrollada durante la guerra de Secesión, también fue nombrado en su honor.